# Afon Rheidol
Afon Rheidol är ett vattendrag i Storbritannien.   Det ligger i kommunen Ceredigion och riksdelen Wales, i den södra delen av landet, 290 km väster om huvudstaden London.